# Zell am Pettenfirst
Zell am Pettenfirst  ist eine Gemeinde in Oberösterreich im Bezirk Vöcklabruck  im Hausruckviertel mit 1246 Einwohnern (Stand 1. Jänner 2024). Der zuständige Gerichtsbezirk ist Vöcklabruck.

## Geografie
Die Gemeinde Zell am Pettenfirst liegt am südlichen Hang des Hausruckes, ihr Gebiet umfasst 23 Ortschaften. Die Grenzen der Gemeinde sind im Norden ein Rücken des Hausruckes mit dem Nord-Süd verlaufenden Pettenfirst, im Westen der Ampflwanger Bach. Ihre Ausdehnung beträgt von Nord nach Süd 6,9 km, von West nach Ost 5,2 km.  Die Gesamtfläche beträgt vierzehn Quadratkilometer. Davon werden 55 Prozent landwirtschaftlich genutzt, ein Drittel ist bewaldet.
Die Ortschaft Zell am Pettenfirst liegt auf etwa 550 Meter Höhe. Der Pettenfirst, der Hausberg der Zeller, erreicht eine Höhe von über 700 Metern.

### Gemeindegliederung
Das Gemeindegebiet umfasst folgende Ortschaften (in Klammern Einwohnerzahl Stand 1. Jänner 2024):
- Bruck (77)
- Burgstall (38)
- Ehwalchen (19)
- Franzeneck (17)
- Gerhardsberg (63)
- Gewerbestraße (10)
- Heinrichsberg (64)
- Hinteredt (37)
- Hinterschachen (33)
- Hochrain (142)
- Kalletsberg (36)
- Ketzerhub (24)
- Kopplbrenn (16)
- Kreuth (83)
- Pettenfirst (92)
- Roith (30)
- Schablberg (35)
- Schierling (26)
- Schwarzland (79)
- Vornholz (60)
- Wegleithen (16)
- Wolfsdoppl (50)
- Zell am Pettenfirst (199)

### Nachbargemeinden
| Ampflwang im Hausruckwald |                                             | Ottnang am Hausruck |
| Puchkirchen am Trattberg  | Kompassrose, die auf Nachbargemeinden zeigt |                     |
|                           | Ungenach                                    |                     |

## Geschichte
Mitten in Oberösterreich gibt es ein Mini-Gebirge, das eigentlich ein Tal ist: Vor etwa 17 Millionen Jahren verlandete hier ein Meer, dessen Boden der Flussschotter aus den gerade entstehenden Alpen auffüllte. Zehn Millionen Jahre später gedieh darauf ein Zypressenwald, der auch bald unter dem Geschiebe verschwand. Erst in geologisch jüngster Zeit begann die Abtragung der mehr als 200 m hohen Schotterdecke: So entstand der Höhenzug des Hausruckwaldes. Die Relikte der Urzeitbäume nutzte man im 19. und 20. Jahrhundert in Form von Kohle.
Der Ortsname Zell wurde erstmals 1371 in einem Urbar der Schaunberger erwähnt. Zu dieser Zeit dürfte es in Zell bereits eine Marienwallfahrt gegeben haben. Am Ende des 15. Jahrhunderts wurde das spätgotische Gotteshaus errichtet. Der Name Zell deutet auf eine mönchische Niederlassung hin.
Seit 1850 ist Zell am Pettenfürst, so hieß der Ort ursprünglich, auch Gemeinde. Zu dieser Zeit betrug die Einwohnerzahl schon um 1000. Um 1889 gab es einen Bergrutsch des Pettenfirstes. Hier wurden auch 2 Anwesen dermaßen beschädigt, dass sie abgerissen werden mussten.

### Einwohnerentwicklung
1991 hatte die Gemeinde laut Volkszählung 1.106 Einwohner, 2001 dann 1.223 Einwohner. Am 1. Oktober 2008 betrug die Einwohnerzahl 1.173 und am 1. Jänner 2024 dann 1246.

## Kultur und Sehenswürdigkeiten

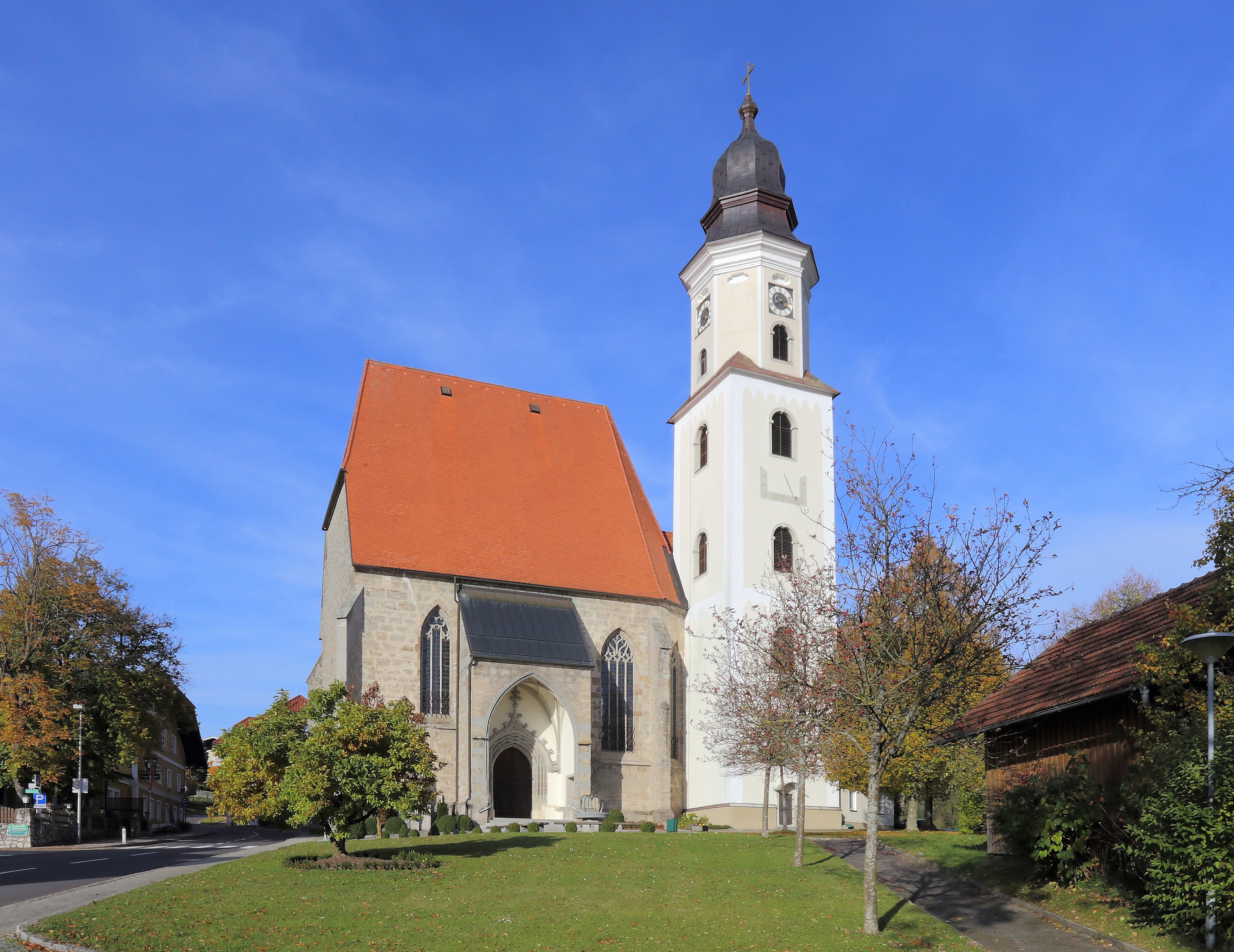
Pfarrkirche Zell am Pettenfirst

- Katholische Pfarrkirche Zell am Pettenfirst Mariä Heimsuchung: Eine spätgotische Hallenkirche aus dem Ende des 15. Jahrhunderts, wobei der Turm erst im 17. Jahrhundert errichtet wurde. Bemerkenswert ist auch die Südvorhalle, der heutige Eingangsbereich, mit dem reich verstäbten Portalgewände.

## Wirtschaft und Infrastruktur

### Wirtschaftssektoren
Von den 47 landwirtschaftlichen Betrieben des Jahres 2010 wurden 29 im Haupterwerb geführt. Diese bewirtschafteten fast neunzig Prozent der Flächen. Neunzehn der 31 Erwerbstätigen des Produktionssektors waren im Bereich Herstellung von Waren beschäftigt, acht in der Energieversorgung. Die größten Arbeitgeber des Dienstleistungssektors waren die Bereiche Handel (23), soziale und öffentliche Dienste (21) und freiberufliche Tätigkeiten (17 Erwerbstätige).
| Wirtschaftssektor            | Anzahl Betriebe | Anzahl Betriebe | Erwerbstätige | Erwerbstätige |
| Wirtschaftssektor            | 2011            | 2001            | 2011          | 2001          |
| ---------------------------- | --------------- | --------------- | ------------- | ------------- |
| Land- und Forstwirtschaft 1) | 47              | 56              | 39            | 47            |
| Produktion                   | 11              | 9               | 31            | 33            |
| Dienstleistung               | 48              | 23              | 85            | 57            |

1) Betriebe mit Fläche in den Jahren 2010 und 1999
| Im Jahr 2011 lebten 585 Erwerbstätige in Zell am Pettenfirst. Davon arbeiteten etwas über hundert in der Gemeinde, mehr als achtzig Prozent pendelten aus. - Straße: Die wichtigste Straßenverbindung ist die Hausruckstraße B143. | Hier fehlt eine Grafik, die leider im Moment aus technischen Gründen nicht angezeigt werden kann. Wir arbeiten daran! |

## Politik
Der Gemeinderat hat 13 Mitglieder.

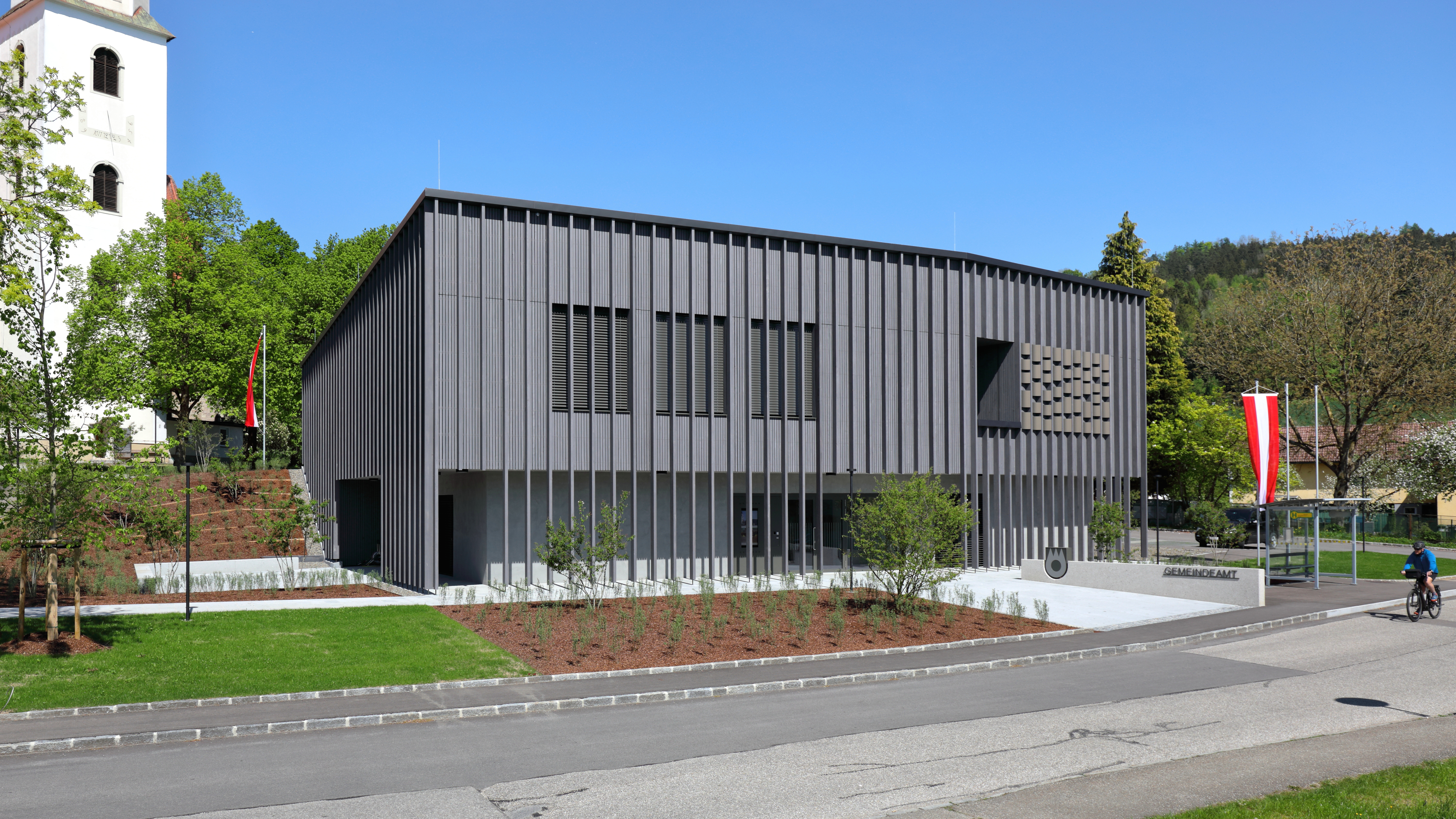
Neues Gemeindeamt

- Mit den Gemeinderats- und Bürgermeisterwahlen in Oberösterreich 1997 hatte der Gemeinderat folgende Verteilung: 13 ÖVP und 6 SPÖ. (19 Mandate)
- Mit den Gemeinderats- und Bürgermeisterwahlen in Oberösterreich 2003 hatte der Gemeinderat folgende Verteilung: 12 ÖVP, 6 SPÖ und 1 FPÖ.
- Mit den Gemeinderats- und Bürgermeisterwahlen in Oberösterreich 2009 hatte der Gemeinderat folgende Verteilung: 10 ÖVP, 4 SPÖ, 3 GRÜNE und 2 FPÖ.
- Mit den Gemeinderats- und Bürgermeisterwahlen in Oberösterreich 2015 hatte der Gemeinderat folgende Verteilung: 10 ÖVP, 3 GRÜNE, 3 SPÖ und 3 FPÖ. (19 Mandate)
- Mit den Gemeinderats- und Bürgermeisterwahlen in Oberösterreich 2021 hat der Gemeinderat folgende Verteilung: 8 ÖVP, 3 GRÜNE und 2 FPÖ.[8]

### Bürgermeister
Bürgermeister seit 1850 waren:
- 1850–1855 Franz Hochrainer
- 1855–1858 Johann Kubinger
- 1858–1861 Anton Kirnberger
- 1861–1864 Josef braun
- 1864–1867 Karl Daucher
- 1867–1870 Wolfgang Palm
- 1870–1873 Simon Pfingstinger
- 1873–1876 Josef Braun
- 1876–1879 Karl Haslinger
- 1879–1882 Anton Hirsch
- 1882–1885 Franz Kaltenbrunner
- 1885–1894 Andreas Dickinger
- 1894–1897 Hermann Fellinger
- 1897–1900 Josef Holl
- 1900–1903 Andreas Kienberger
- 1903–1909 Mathias Pohn
- 1909–1912 Franz Kaltenbrunner
- 1912–1919 Leonhard Pohn
- 1919–1924 Franz Kaltenbrunner
- 1924–1929 Johann Holl
- 1929–1935 Alois Kienberger
- 1935–1942 Rupert Hochrainer
- 1942–1945 Josef Ecker
- 1945–1946 Josef Wojak
- 1946–1955 Alois Holl
- 1955–1973 Josef Pohn
- 1973–1991 Anton Dannbauer
- 1991–2003 Alois Ecker
- 2003–2015 Maximilian Dollberger (ÖVP)
- seit 2015 Johann Stockinger (ÖVP)

### Wappen
Offizielle Beschreibung des am 7. Dezember 1978 verliehenen Gemeindewappens: Von Gold und Grün mit drei bis zum oberen Schildrand anstoßenden Spitzen erhöht geteilt, wobei die Teilungslinie an den seitlichen Rändern bis zum Schildfuß hinunterreicht; unten eine goldene Scheibe. Die Gemeindefarben sind Grün-Weiß.
Es stellt eine vereinfachte Darstellung der Lage des Ortes dar, der am Fuß des bewaldeten Pettenfirstes durch Rodung aus einer Siedlungszelle entstanden ist.

### Gemeindepartnerschaften
- Partnergemeinde ist Perlesreut in Deutschland.[10]